# Kim In-su
Kim In-su (* 2. März 1971) ist ein ehemaliger südkoreanischer Fußballspieler und heutiger Fußballtrainer. Er steht bei Ulsan Hyundai als Co.- Trainer unter Vertrag. 

## Karriere als Spieler

### Jugendzeit
In seiner Jugend war er bei Kumho High School ausgebildet worden. Von 1991 bis 1994 studierte er für drei Jahre an der Honam University und spielte für ihre Universitätsauswahl.

### Fußball-Karriere in Südkorea
Zur K-League-Saison 1995 wurde er von Jeonbuk Hyundai Motors unter Vertrag genommen. Er blieb bis zu seinem Karriereende sieben Jahre später bei diesem Franchise. Er kam auf 93 Einsätze und erzielte sechs Tore. Ende 2002 erklärte er sein Karriereende. 

## Karriere als Trainer
2003 nahm die Honam University ihn als Co-Trainer unter Vertrag. Bis 2006 wurde er dort beschäftigt. Erst 2010 fand er einen neuen Arbeitgeber. Er wurde Co-Trainer der Südkoreanischen U-20-Nationalmannschaft. Bis 2013 wurde er dort ebenfalls beschäftigt. 2014 ging er zu Daegu FC, wo er Co-Trainer wurde. 2015 wechselte er von Daegu FC zu Hyunpung High School, wo er als Trainer angestellt wurde. In der darauffolgenden Saison wurde er als Co-Trainer bei Pohang Steelers vorgestellt. Dort wurde er nach einer enttäuschenden Saison frühzeitig mit dem Trainerstab entlassen. Ende 2016 wurde er bei Jeju United als neuer Trainer vorgestellt. Er sollte Jeju United nächste Saison durch die AFC Champions League führen. Am 22. Dezember gab das Franchise allerdings bekannt, seinen Vertrag aufgelöst zu haben, da er zu Ulsan Hyundai wechseln wollte. Er wird ab 2017 Co.- Trainer dort sein.